# 위대한 명탐정 바실
《위대한 명탐정 바실》(A.K.A. 위대한 생쥐 탐정 바실, Basil - The Great Mouse Detective, The Adventures of the Great Mouse Detective)(영어: The Great Mouse Detective)는 1986년 미국 월트 디즈니 피처 애니메이션이 제작한 26번째로 제작한 만화 영화이다.
컴퓨터 애니메이션과 디즈니의 APT(Animation Photo Transfer) 장치가 다량 사용되었다. 음향은 돌비 스테레오.
이 작품에서는 애니메이션에 컴퓨터 그래픽이 본격적으로 도입되었다. 특히 빅 벤에서 싸우는 장면은 컴퓨터 그래픽은 톱니바퀴의 사실감과 대결에서의 위기감을 고조시키는 것에 성공했다. 이는 새로운 애니메이션의 장을 여는 계기가 된다.
이브 타이터스(Eve Titus)의 동화 "베이커 거리의 바실(Basil of Baker Street)"을 원작으로 했다. 영화 <티파니에서 아침을>, <셜록 홈즈와 나> 등으로 유명한 헨리 맨시니(Henry Mancini)가 음악을 담당했다. 다시 한국에서는 1994년 1월 비디오로 출시되었다.

## 스토리
1897년 영국 런던에서 올리비아라는 쥐 소녀가 생일을 맞았는데 그녀의 아버지가 유괴당했다. 올리비아는 아버지를 찾아줄 사람을 찾다가 군 복무에서 돌아온 데이빗 도슨 박사와 만나고, 둘은 바실에게 도움을 요청하는데,
이야기를 들은 바실은 라티건 교수가 벌인 일이 틀림없다고 한다.
그는 올리비아와 도슨 그리고 개 토비와 함께 라티건을 추적하기 시작한다.
그러나 도중에 올리비아는 라티건에게 납치당하고 바실과 도슨박사는 올리비아와 라티건 교수를 추적한다. 그리고 술집에서 외발박쥐를 발견하고 그를 쫓아서 하수도를 지나고 그의 본부에 도착하나 이는 바실을 유인한 함정이었고..

## 등장인물
바실(Basil)
성우: 배리 잉엄(Barrie Ingham)(한국어판 더빙:장승길)
베이커 가 221B의 셜록 홈즈의 집 바로 아래에서 사는 생쥐 탐정. 올리비아에게 아버지를 찾아달라고 부탁받는다.
지기 싫어하고, 괴짜이고 약간 결벽증인듯.
하지만 사실은 다정하다.
데이빗 도슨 박사(Dr. David Q. Dawson)
성우: 밸 베틴(Val Bettin)(한국어판 더빙:이종구)
아프가니스탄에서 군복무를 마치고 돌아온 외과 의사. 가는 도중 올리비아와 만나
사정을 듣고 바실에게 데려간다.
정이 많아 바실의 무책임한 행동을 꾸짖기도 하면서 그의 추리를 도와주는 역할도 한다.
(바실의 자택에서 바실이 도슨의 군복무 경력을 파악하는 장면에서, 원어판에서는 도슨은 자신의 계급을 소령(Major)이라고 밝혔지만 한국어 더빙판에서는 대령(Colonel)이라고 오역이 되었다.)
올리비아 플래버셤(Olivia Flaversham)
성우: 수잔 폴라체크(Susanne Pollatschek)(한국어판 더빙:유현지)
장난감 장인을 아버지로 둔 스코틀랜드 소녀.
어느날 아버지가 행방불명되어 도움을 줄 사람을 찾다가 바실을 만난다.
천진난만하고 당돌한 성격.
하이럼 플래버셤(Hiram Flaversham)
성우: 앨런 영(Alan Young)(한국어판 더빙:설영범)
올리비아의 아버지로 장난감 장인으로 딸을 무척이나 아낀다.
라티건 교수에게 납치당한다.
래티건 교수(Professor Ratigan)
성우: 빈센트 프라이스(Vincent Price)(한국어판 더빙:김환진, 김승기{노래})
통칭 "범죄와 제왕"으로 바실의 오랜 숙적. "들쥐"라고 불리는 것을 무척 싫어한다. 바실이 움직이려는 것을 알자, 드디어 결판을 내려 한다. 사실 들쥐인데 왜 들쥐라고 불리기 싫어하는지는 아무도 모른다. 원작자는 이 캐릭터의 풀 네임을 '포드릭 래티건(Padraic Ratigan)'이라고 밝혔으나, 극중에서는 이름이 언급되지 않았다.
피제트(Fidget)
성우: 캔디 캔디도(Candy Candido)(한국어판 더빙:
하이럼을 납치한 라티건의 부하인 박쥐. 절름발이이고
괴상한 웃음소리를 낸다.
저드슨 부인(Mrs. Judson)
성우: 다이애나 체즈니(Diana Chesney)(한국어판 더빙:임수아)
바실의 가정부. 무척 상냥하나
온갖 괴상한 짓을 해서 집을 엉망으로 만드는 바실 때문에
하루하루 골치를 썩는다.
토비(Toby)
성우: 프랭크 웰커
바실이 가장 신용하는 사냥개.
바실과 도슨의 수사를 도와준다.
사실은 셜록 홈즈의 애완견이다.
펠리시아(Felicia)
성우: 프랭크 웰커
라티건의 애완 고양이. 라티건이 자신을 화나게 하는 자가 있으면
종을 흔들어 이 고양이를 깨워 잡아먹게 한다.
 쥐 여왕(the Mouse Queen)
성우: 이브 브레너(Eve Brenner)(한국어판 더빙:박민아)
쥐들의 여왕. 후에 라티건에게 납치된다.
원작자는 빅토리아 여왕을 닮은 이 캐릭터의 이름을 '마우스토리아(Mousetoria)'라고 지었으나 라티건의 이름처럼 극중에서 언급되지 않았다.
바톨로뮤(Bartholomew)
성우: 배리 잉엄(Barrie Ingham)(한국어판 더빙:박지훈)
라티건의 부하였으나, 술에 취해 자기도 모르게 라티건을 "들쥐"라고 불러서 펠리시아에게 잡아먹혔다.
(한국어 더빙 판에서 이 "들쥐(rat)"라는 단어가 바톨로뮤의 대사에서는 "생쥐(mouse - 바실을 비롯한 이 영화의 모든 주인공들이 생쥐이다)"라고 오역이 되었으나, 나중에 바실이 라티건을 직접 대면하면서 그를 가리켜 꺼낸 대사 중 sewer rat라는 단어는 "쓰레기 쥐"라고 그나마 낫게 번역되었다)

## 음악
- "The World's Greatest Criminal Mind"

노래:빈센트 프라이스 외
라티건이 자신의 사악함을 찬양하며 그의 부하들과 함께 부른 노래
(노래가 잠깐 끊기고 라티건이 하프를 켜며 라이벌인 바실과의 관계를 언급할 때, 원어판에서는 "2류 탐정 베이커 거리의 바실(second-rate detective, Basil of Baker Street)"이라고 되어있던 것이 한국어 더빙판에서는 "3류 탐정 베이커 거리의 바실(third-rate detective, Basil of Baker Street)"이라고 오역이 되어있다.)
- "Let Me Be Good To You"
- "Goodbye So Soon"

라티건이 바실을 구속했을 때 굴욕감을 느끼게 하기 위해 이 노래를 틀었다.
- "End Title/Goodbye So Soon"